# Douglas Adams

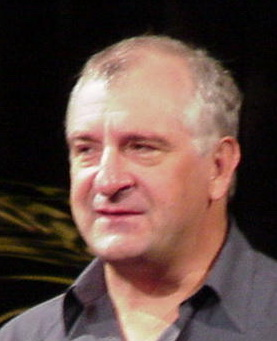
Douglas Adams

Douglas Noël Adams (11. března 1952 Cambridge – 11. května 2001 Santa Barbara, Kalifornie) byl anglický spisovatel, dramatik humoristických rozhlasových pořadů a hudebník, který proslul knižní sérií Stopařův průvodce po Galaxii. Tato pětidílná série, jíž se v tištěné podobě vydalo přes patnáct milionů výtisků, byla nejprve uvedena v rádiu, a posléze přepracována do podoby televizního seriálu, komiksové řady, počítačové hry a celovečerního filmu (ten byl dokončen až po Adamsově smrti). Knihy se dočkaly také divadelního zpracování v několika provedeních – rané inscenace čerpaly z aktuálních Adamsových poznámek. Jeho fanoušci ho znají také pod jménem Bop Ad, které vzniklo chybným výkladem jeho nečitelného podpisu, nebo pod zkratkou jeho iniciál DNA.
Kromě Stopařova průvodce napsal nebo se autorsky spolupodílel na třech dílech sci-fi seriálu Doctor Who (v jehož sedmnácté sezóně navíc působil jako redaktor scénářů). Mezi jeho další díla patří romány s hlavní postavou Dirka Gentlyho, dvě knihy Životic, na nichž spolupracoval s Johnem Lloydem, a dokumentární publikace Ještě je můžeme vidět – výprava za vymírajícími živočichy , která vznikla jako doprovod ke stejnojmennému rozhlasovému vysílání BBC. Dal také podnět k vytvoření počítačové hry Vesmírná loď Titanic, která byla později Terry Jonesem převedena do románové podoby.
On sám se označoval za „radikálního ateistu“, přátelé a fanoušci ho znali také jako ekologického aktivistu a milovníka rychlých aut, fotoaparátů, počítačů Macintosh a dalších „technických vymožeností". Uznávaný biolog Richard Dawkins zasvětil svou knihu The God Delusion (Boží blud) právě jemu a popisuje v ní, jak jeho výklad evoluce vyústil v Adamsovo „konvertování“ k ateismu. Byl nadšeným zastáncem techniky – například o e-mailu a Usenetu psal dávno předtím, než se staly populárními a široce rozšířenými. Ke konci života působil jako vyhledávaný lektor, přednášející o moderních technologiích a životním prostředí.
Dne 25. května je na jeho památku pořádán Ručníkový den.

## Rané období života
Narodil se Janet Adamsové (rozené Donovanové, později Thriftové) a Christopheru Douglasi Adamsovi v anglickém městě Cambridge. Jeho sestra Susan přišla na svět v březnu roku 1955. Když se Christopher a Janet o dva roky později rozvedli, Douglas a Susan se přestěhovali k Janetiným rodičům do Brentwoodu v Essexu. Jeho babička ve svém domě poskytovala útočiště poraněným zvířatům (pod záštitou Královské společnosti pro prevenci krutosti na zvířatech, britské RSPCA), ale to vedlo ke „zhoršení senné rýmy a astmatu malého Douglase“.
Christopher Adams se znovu oženil v červenci roku 1960, jeho manželkou se stala Mary Judith Stewartová (rozená Robertsová). Z tohoto svazku vzešla Adamsova nevlastní sestra Heather. Janet se podruhé provdala v roce 1964 za veterináře Rona Thrifta, a posléze přivedla na svět další dva Adamsovy nevlastní sourozence: Jane a Jamese Thriftovy.

## Vzdělání a raná tvorba
Po mateřské škole Primrose Hill v Brentwoodu byl v šesti letech přijat na brentwoodskou školu, kde studoval až do roku 1970 a patřil mezi nejlepší žáky. V posledním ročníku si zvolil umělecké zaměření, ale na škole zůstal ještě o rok déle, jak je zvykem u studentů, kteří se připravují ke zkouškám na Oxbridge.
Na prvním stupni mu učitel Frank Halford udělil údajně jediný plný počet bodů za kreativní psaní ve své kariéře. On sám na tuto příhodu vzpomínal celý život, zvlášť když měl tvůrčí krizi. Některé z jeho raných děl vycházely ve škole, např. zpráva o školním fotografickém kroužku (v roce 1962) nebo humorné články ve školním časopise Broadsheet (redaktorem byl Paul Neil Milne Johnstone). V britském magazínu The Eagle byl v roce 1965 otištěn také jeden z jeho dopisů a krátká povídka. Během studií se seznámil s o rok mladším Griffem Rhysem Jonesem, dalším z jeho spolužáků byl také stuckistický umělec Charles Thomson. Všichni tři se objevili v Shakespearově hře Julius Caesar v roce 1968. Ve dvanácti letech měřil úctyhodných 183 cm a růst přestal až na 196 cm. Později si ze své výšky dělával legraci: „Třídní učitel nikdy neřekl ‚sejdeme se pod hodinami‘ nebo ‚sejdeme se pod válečným památníkem‘, ale ‚sejdeme se pod Adamsem‘.“
Na základě mistrovsky napsané eseje na téma náboženské poezie, kde pojednával mimo jiné o Beatles či Williamu Blakeovi, byl v roce 1971 přijat na cambridgeskou St John’s College. Brzy po nástupu se pokusil dostat do dramatického klubu Footlights (Světla ramp), spojeného s celou řadou známých představitelů britské komedie, ale jeho žádost byla zamítnuta. Spolu s Willem Adamsem a Martinem Smithem založili tvůrčí skupinu Adams-Smith-Adams, která se zaměřovala hlavně na psaní a divadelní ztvárnění satirických her. Při dalším pokusu o vstup do Footlights byl podporován Simonem Jonesem a začal spolupracovat s Rhysem Jonesem. V roce 1974 získal bakalářský titul v oboru anglická literatura.
Část jeho rané tvorby se objevila v roce 1974 v upravené verzi Footlight Revue z Cambridge na TV kanálu BBC2. Díky živému představení téže revue v londýnském West End byl Adams „objeven“ jedním z Monty Pythonů, Grahamem Chapmanem. Tito dva krátce spolupracovali při psaní jedné z epizod seriálu Monty Pythonův Létající cirkus (epizoda 45: Stranickopolitické vysílání), Adams konkrétně napsal scénku s názvem „Lékař, jehož sestra píchá pacienty“. V ní vystupuje muž, který byl pobodán zdravotní sestrou a s těžkým krvácením břicha se obrací na svého lékaře. Ten mu však předkládá k podepsání ohromné stohy nesmyslných formulářů, které jsou třeba, aby ho mohl ošetřit. (Tento paradox později Adams použil jako předlohu vogonské posedlosti papírováním). Pomáhal rovněž s tvorbou jedné scénky ve filmu Monty Python a Svatý grál.
Mihl se také ve čtvrté sérii Létajícího cirkusu. Na začátku 42. epizody „Válka lehké zábavy“ (kde podle titulků hraje Dr. Emila Koninga) má na obličeji operační roušku a nasazuje si rukavice, zatímco Michael Palin představuje jednu postavu za druhou, aniž by se dostal k vlastnímu vyprávění. Ve 44. epizodě hraje montypythonovskou uječenou ženu, která nakládá raketu na koňský potah, z něhož Terry Jones nabízí kolemjdoucím odvoz starého železa („Železo! Jakýkoliv kousek železa...“). Tyto dva díly byly poprvé odvysílány v listopadu roku 1974. Adams a Chapman se později pokusili také o několik ne-pythonovských děl, jako je například televizní hra Zpoza stromů.
V rozhlase roku 1977 vytvořil hry pro The Burkiss Way a The News Huddlines. Rovněž znovu spolupracoval s Grahamem Chapmanem, s nímž napsal jednu epizodu pro seriál Doktor na roztrhání (pokračování televizní komediální série Doktor v domě).
V době, kdy měl Adams problémy s prodejem svých příběhů, se živil různými „příležitostnými pracemi“. Životopis uveřejněný v jedné z prvních edicí Stopařova průvodce popisuje jeho kariéru následovně: "Po získání univerzitního titulu strávil několik let prací pro rádiové a televizní společnosti, psal, hrál v divadle a někdy také režíroval revue v Londýně, Cambridge a Edinburgh Fringe. Kromě toho také pracoval jako pomocná síla v nemocnici, stavebník na statku, uklízeč kurníků, osobní strážce, rozhlasový producent a scenárista seriálu Doctor Who (Pán času)."
Jako osobního strážce si jej v polovině sedmdesátých let najala arabská rodina, která zbohatla díky obchodování s ropou. Z této práce si odnesl mnoho zajímavých historek: jednou se prý stalo, že si rodina objednala všechna jídla z jídelníčku, jedno po druhém je ochutnala a nakonec si nechala přinést hamburgery. Jindy zase byla na patro, které Adams hlídal, poslána prostitutka. Když o hodinu později odcházela, měla údajně poznamenat: „Vy si alespoň můžete při práci číst.“
V roce 1979 společně s Johnem Lloydem napsal scénář ke dvěma půlhodinovým epizodám seriálu Doctor Snuggles (epizody číslo sedm a dvanáct). Lloyd se také spolupodílel na dvou epizodách původní rozhlasové verze Stopaře (epizody pět a šest), stejně tak jako na Smyslu Životic (The Meaning of Liff, pokračování The Deeper Meaning of Liff zatím nebylo do češtiny přeloženo). Lloyd a Adams se ještě setkali při natáčení komediálního sci-fi filmu založeného na Guinnessově knize rekordů, v němž měl John Cleese hrát generálního tajemníka OSN. Lidé by byli poráženi mimozemšťany v atletických závodech a vyhrávali by jen v „nesmyslných“ disciplínách. Tento návrh se ale na plátno nikdy nedostal. V rozhovoru pro SFX Magazine z roku 1996 Adams o Lloydovi řekl, že je „komediální producent par excellence... jeden z lidí, se kterými jsem rád proto, že jsou tak strašně vtipní.“
Jakmile se první rozhlasová verze Stopaře stala známou, bylo mu nabídnuto místo producenta v rádiu BBC, kde začal pracovat na Week Ending a pantomimě Black Cinderella Two Goes East. Spolupráci s BBC ukončil po půl roce, aby se mohl věnovat tvorbě scénáře pro seriál Doctor Who.

## Pohled na svět

### Ateismus a názor na náboženství
Byl „radikálním ateistou“, ačkoliv toto důrazné označení používal jen proto, aby nebyl tázán, zda je agnostik (tj. člověk skeptický vůči dogmatům, která nejsou prokazatelná smyslovými zkušenostmi). Jak uvedl v rozhovoru pro American Atheists, nejen, že mu to usnadnilo vysvětlování ohledně jeho postoje, ale hlavně to druhým ukázalo, že si za svým názorem opravdu stojí, přemýšlí o něm a myslí ho vážně. Adams nevěřil, že bůh existuje; raději se zabýval pozemskými záležitostmi, například ochranou životního prostředí. Navzdory tomuto přesvědčení ve stejném rozhovoru také řekl, že ho „náboženství fascinuje“. „Strašně rád do něj šťourám a vrtám. Za ta léta jsem o náboženství přemýšlel tolik, že se to nutně muselo projevit v mé tvorbě.“ Zaujatost, kterou popisuje, pochází ze skutečnosti, že mnoho „jinak rozumných... a inteligentních lidí... může brát [existenci boha] smrtelně vážně“.

#### Teorie vnímající louže
Jeden z příměrů, které použil pro náboženskou víru, je ten o „vnímající louži“. Pomocí něj se snaží vyvrátit tvrzení, že uspořádání tohoto světa, které tak dokonale vyhovuje našim potřebám, je jasným důkazem existence milujícího boha. Takto smýšlející lidi přirovnává k inteligentní kaluži vody. Ta si je také jistá, že díra v zemi, kterou zaplňuje, musela být vytvořena speciálně kvůli ní, protože jí sedí jak šitá na míru. Sama louže existuje jen tak dlouho, dokud se na slunci úplně nevypaří.

### Angažovanost v otázce životního prostředí
Šlo rovněž o environmentálního aktivistu, který se angažoval v ochraně ohrožených druhů. V rámci této činnosti uvedl rozhlasový seriál Ještě je můžeme vidět, během níž se s přírodovědcem Markem Carwardinem vydali pozorovat ohrožené druhy (mezi jinými například papouška kakapo nebo delfínovce čínského). O něco později vyšla také stejnojmenná kniha, která v roce 1992 získala i multimediální podobu, kombinující namluvenou knihu, text a fotografie.
Část jeho a Carwardinovy série nazvaná „Setkání s gorilou“ byla použita v knize Projekt lidoop (The Great Ape Project). Tato publikace v roce 1993 stála u zrodu většího projektu, snažícího se o morální zrovnoprávnění všech velkých opic (lidské i zvířecí větve).
V roce 1994 se zúčastnil výstupu na Kilimandžáro, při němž byl převlečený za nosorožce. Tento projekt nazvaný Zachraňte nosorožce (Save the Rhino) se konal pod záštitou britské charitativní organizace. Zúčastnilo se ho mnoho různých lidí a každý z nich si na chvíli kostým nosorožce oblékl. On sám ho měl na sobě v první části cesty, ještě před samotným výstupem. Díky této akci se podařilo vybrat zhruba 100 000 liber, které byly použity na podporu škol v Keni a financování tanzanského programu na ochranu nosorožce dvourohého.
Aktivně také podporoval Mezinárodní fond Dian Fosseyové na záchranu goril.

### Moderní technologie
Byl nadšeným obdivovatelem technologií. Ačkoliv si první textový editor pořídil až v roce 1982, o jeho koupi uvažoval už od roku 1979. Podle svých slov měl do roku 1982 „potíže proniknout za brány žargonu. Slova si poletovala, jak se jim zamanulo, a nějaká pravidla je vůbec nezajímala.“ Nejprve si koupil „Nexus“. O rok později, v roce 1983, kdy se s Jane Belsonovou vypravil do Los Angeles, si pořídil DEC Rainbow, a při jejich zpáteční cestě do Anglie se vybavil ještě značkou Apricot, následovanou BBC Micro a Tandy 1000. V seriálu Ještě je můžete vidět zmiňuje také Cambridge Z88, který si přivezl do Zairu při výpravě za severními bílými nosorožci.
V knize Losos pochybnosti, vydané posmrtně, se objevilo několik jeho článků o technologiích, včetně těch, které byly původně zveřejněny v časopisech MacUser a The Independent on Sunday. Říká v nich, že první počítač, který kdy viděl, byl Commodore PET. Tím, že ho roku 1983 poprvé spatřil v hlavním sídle Infocomu v Massachusetts, začala jeho celoživotní láska ke značce Apple Macintosh.

## Osobní život
Na počátku osmdesátých let se sblížil se spisovatelkou Sally Emersonovou, která v té době žila odloučeně od manžela. Později jí věnoval svou knihu Život, vesmír a vůbec. V roce 1981 se však Sally Emersonová vrátila k manželovi, Peteru Stothardovi, s nímž Adams navštěvoval brentwoodskou školu. O něco později ho přátelé seznámili s Jane Belsonovou. Žil s ní v Los Angeles roku 1983, kdy psal scénář k filmové adaptaci Stopaře. Když však celá práce skončila fiaskem, oba se společně přestěhovali do Londýna, kde byli po několika rozchodech a jednom zrušeném zasnoubení 25. listopadu 1991 oddáni. Dcera Polly Jane Rocket Adamsová se jim narodila 22. června 1994. Roku 1999 se přestěhovali z Londýna do Santa Barbary v Kalifornii, kde žili až do jeho smrti. Po jeho pohřbu se Jane Belsonová a Polly Adamsová vrátily do Londýna. Jane Belsonová zemřela na rakovinu dne 7. září 2011.

## Úmrtí
Zemřel 11. května 2001 po cvičení v soukromé tělocvičně v Montecitu v Kalifornii na infarkt. Bylo mu 49 let. Trpěl neodhaleným zužováním koronárních tepen, které v konečném důsledku vedlo k infarktu myokardu a srdeční arytmii. Adamsova pohřbu, který se konal 16. května 2001 v Santa Barbaře, se zúčastnilo několik jeho přátel a spolupracovníků. Schránka s jeho ostatky byla pohřbena na hřbitově Highgate v severním Londýně.
Vzpomínková slavnost se konala 17. září 2001 v kostele sv. Martina (St. Martin-in-the-Fields) na Trafalgar Square v Londýně. Stala se vůbec první bohoslužbou, která byla přenášena živě přes internet televizí BBC.
V květnu 2002 vyšla kniha Losos pochybnosti, která obsahuje velké množství povídek, esejí, dopisů a pochvalných článků z pera Richarda Dawkinse, Stephena Frye (pouze v britském vydání), Christophera Cerfa (v americkém vydání) a Terryho Jonese (v americkém brožovaném vydání). Nachází se v ní také jedenáct kapitol z dlouho očekávaného, ale nedokončeného románu Losos pochybnosti, který by se pravděpodobně stal posledním a závěrečným dílem Stopařova průvodce Galaxií, jak naznačoval před svou smrtí, ačkoli knize chybělo ještě mnoho měsíců, ne-li let k jejímu dokončení.
Jako poctu Douglasovi Adamsovi, a zejména jeho Stopařově průvodci po Galaxii, jeho fanoušci uspořádali 25. května 2001 recesní vzpomínkovou akci, zvanou Ručníkový den, spočívající v celodenním viditelném nošení ručníku. Tato akce se následně stala každoroční tradicí.

## Dílo

### Saga o pěti dílech – Stopařův průvodce Galaxií
- Stopařův průvodce Galaxií (The Hitchhiker's Guide to the Galaxy, 1979)
- Restaurant na konci vesmíru (The Restaurant at the End of Universe, 1980)
- Život, vesmír a vůbec (The Life, the Universe and Everything, 1982)
- Sbohem, a díky za ryby (So Long, And Thanks for All the Fish, 1984)
- Převážně neškodná (Mostly Harmless, 1992)
- povídka Young Zaphod Plays It Safe (Mladý Zafod hraje na jistotu – antologie Divodějní, Talpress, 1997)

#### O sérii Stopařův průvodce Galaxií
Komediální sci-fi rozhlasová série Stopařův průvodce Galaxií byla vytvořena pro BBC Radio 4 Douglasem Adamsem a producentem Simonem Brettem v roce 1977. Adams navrhl pilotní díl, stejně tak jako několik dalších částí (ty byly přetištěny v knize Neila Gaimana Nepropadejte panice: Douglas Adams a Stopařův průvodce Galaxií), které mohly být teoreticky v sérii použity.
Jak Adams uvedl, napsat Stopařova průvodce po Galaxii ho napadlo, když ležel opilý na poli v rakouském Innsbrucku a pozoroval hvězdy (ačkoliv Adams rád vtipkoval o tom, že BBC Rakousko by určitě tvrdilo, že se to stalo ve Španělsku, protože „to má snadnější pravopis“). Při svých toulkách, kdy měl u sebe i knihu Stopařův průvodce Evropou, se dostal do města, kde byli všichni buď „hluší“, nebo „hloupí“ a nebo mluvili jazyky, kterým nerozuměl. Adams se nakonec přiopilý vydal přespat doprostřed nedalekého pole a právě jeho neschopnost domluvit se s místními obyvateli mu vnukla myšlenku napsat Stopaře. Sám později uvedl, že ustavičným převypravováním této historky vlastně úplně zapomněl na samotný moment inspirace a pamatoval si už jen jeho převypravování. V dodatku k Adamsově životopisu, který napsal M. J. Simpson, však stojí, že Adamsova historka je holý výmysl, protože autor začal o napsání Stopaře uvažovat až po cestě do Evropy.
O Adamsovi se říká, že své příběhy vymýšlel za pochodu. U posledních dvou epizod první série se však obrátil s žádostí o pomoc na Johna Lloyda. Ten mu následně přispěl několika texty ze své do té doby nevydané knihy GiGax. V knižní a televizní adaptaci Stopaře ale z Lloydových materiálů zbylo jen velmi málo. Jako podklad pro televizní adaptaci sice bylo použito prvních šest rozhlasových epizod, ale Lloydovy příspěvky byly z velké části přepsány.
První sérii byla v Británii vysílána každý týden v březnu a dubnu 1978 rádiem BBC 4. Po jejím velkém úspěchu byla nahrána a odvysílána druhá epizoda, která získala přízvisko Vánoční. Druhá série, složená z pěti epizod, byla vysílána každý den v týdnu od 21. do 25. ledna 1980.
Při práci na této rozhlasové sérii (a několika dalších projektech, jako byla například Pirátská planeta) Adams zabředl do problémů se stíháním uzávěrek, které se jen prohloubily, když vydával své romány. Adams nikdy nebyl příliš aktivní spisovatel, trpěl prokrastinací, do psaní ho často museli nutit. Včetně případu, kdy byl tři týdny zavřený v jednom hotelovém pokoji se svým vydavatelem, aby stihl knihu Sbohem, a díky za ryby dopsat včas. Jednou prý řekl: „Miluju uzávěrky. Hlavně ten zvláštní zvuk, který vydávají, když prosviští kolem.“ Navzdory těmto problémům nakonec Adams v této sérii napsal pět románů, které vyšly v letech 1979, 1980, 1982, 1984 a 1992.
Knihy se staly podkladem pro další adaptace – každá z prvních tří knih byla převedena do komiksové podoby, vznikla také počítačová hra na bázi textové adventury a knižní verze doplněná fotografiemi, která se na trhu objevila v roce 1994. Poslední se zmíněných publikací obsahovala puzzle „42“, navržené Adamsem, které bylo později zachyceno na obálce prvních čtyř „stopařských“ románů.
V roce 1980 se Adams začal pokoušet o převedení Stopaře na filmová plátna. Součástí tohoto snažení bylo několik návštěv Los Angeles v Kalifornii a spolupráce s četnými hollywoodskými studii a možnými producenty. O rok později se rozhlasová verze stala podkladem pro televizní minisérii BBC Stopařův průvodce Galaxií vysílané v šesti dílech. Předtím, než roku 2001 v Kalifornii zemřel, se Adams pokoušel rozběhnout filmovou spolupráci se studiem Disney, které vysílací práva koupilo v roce 1998. Scénář byl nakonec přepsán Kareym Kirkpatrickem, natáčení bylo schváleno v září 2003 a finální verze filmu se v kinech objevila roku 2005.

### Série Dirka Gentlyho
- Holistická detektivní kancelář Dirka Gentlyho (Dirk Gently's Holistic Detective Agency, 1987)
- Dlouhý, temný čas svačiny duše (The Long Dark Tea-time of the Soul, 1988)

### Ochrana zvířat
- Ještě je můžeme vidět (Last Chance to See, 1991)

### Z pozůstalosti
- Ještě jednou a naposledy stopem po galaxii aneb Losos pochybnosti (The Salmon of Doubt: Hitchhiking the Galaxy One Last Time, 2002, česky vydáno jako Losos pochyb, 2008) – výbor z korespondence, nedokončených fragmentů a vzpomínek přátel

## Dílo se vztahem k Adamsovi
- Neil Gaiman: Nepropadejte panice Douglas Adams a Stopařův průvodce Galaxií – kniha o životě, vesmíru a vůbec Douglase Adamse
- Terry Jones: Vesmírná loď Titanic
- Eoin Colfer: Stopařův průvodce Galaxií 6: A ještě něco...
- Jem Roberts: The Frood: The Authorised and Very Official History of Douglas Adams & The Hitchhiker's Guide to the Galaxy